# The Wave (Arizona)
The Wave (in italiano: l'Onda) è una formazione rocciosa di arenaria risalente al periodo Giurassico (da 199,6 ± 0,6 a 145,5 ± 4,0 milioni di anni fa), sita negli Stati Uniti.

## Descrizione
Si trova nello stato dell'Arizona, Stati Uniti, e forma una parte del deserto Paria Canyon-Vermilion Cliffs Wilderness con un paesaggio di forme ondulate come un'onda dai colori arancioni e rossi. In origine era una serie di dune che nel tempo si trasformò in roccia solida.  L'erosione del vento e pioggia hanno creato questo paesaggio unico.